# Lomtjärnen (Nederluleå socken, Norrbotten)
Lomtjärnen är en sjö i Luleå kommun i Norrbotten och ingår i Altersundet-Luleälvens kustområde.